# Prigglitz
Prigglitz osztrák község Alsó-Ausztria Neunkircheni járásában. 2019 januárjában 427 lakosa volt. 

## Elhelyezkedése

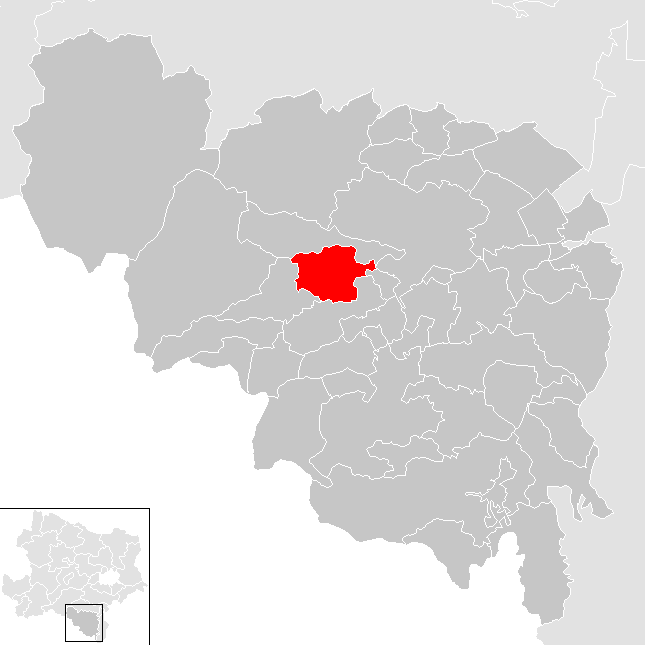
Prigglitz a Neunkircheni járásban

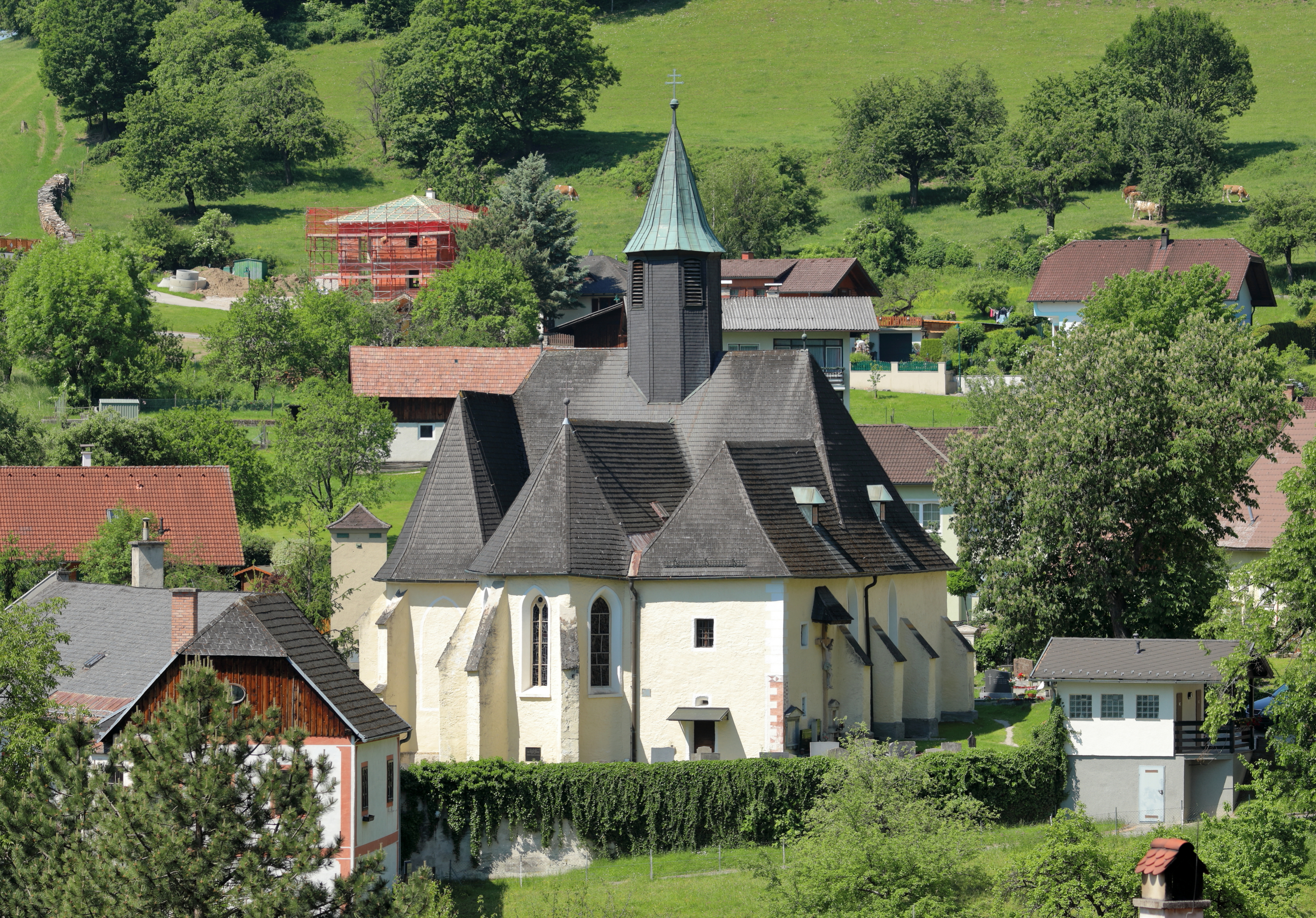
A Szt. Miklós-plébániatemplom

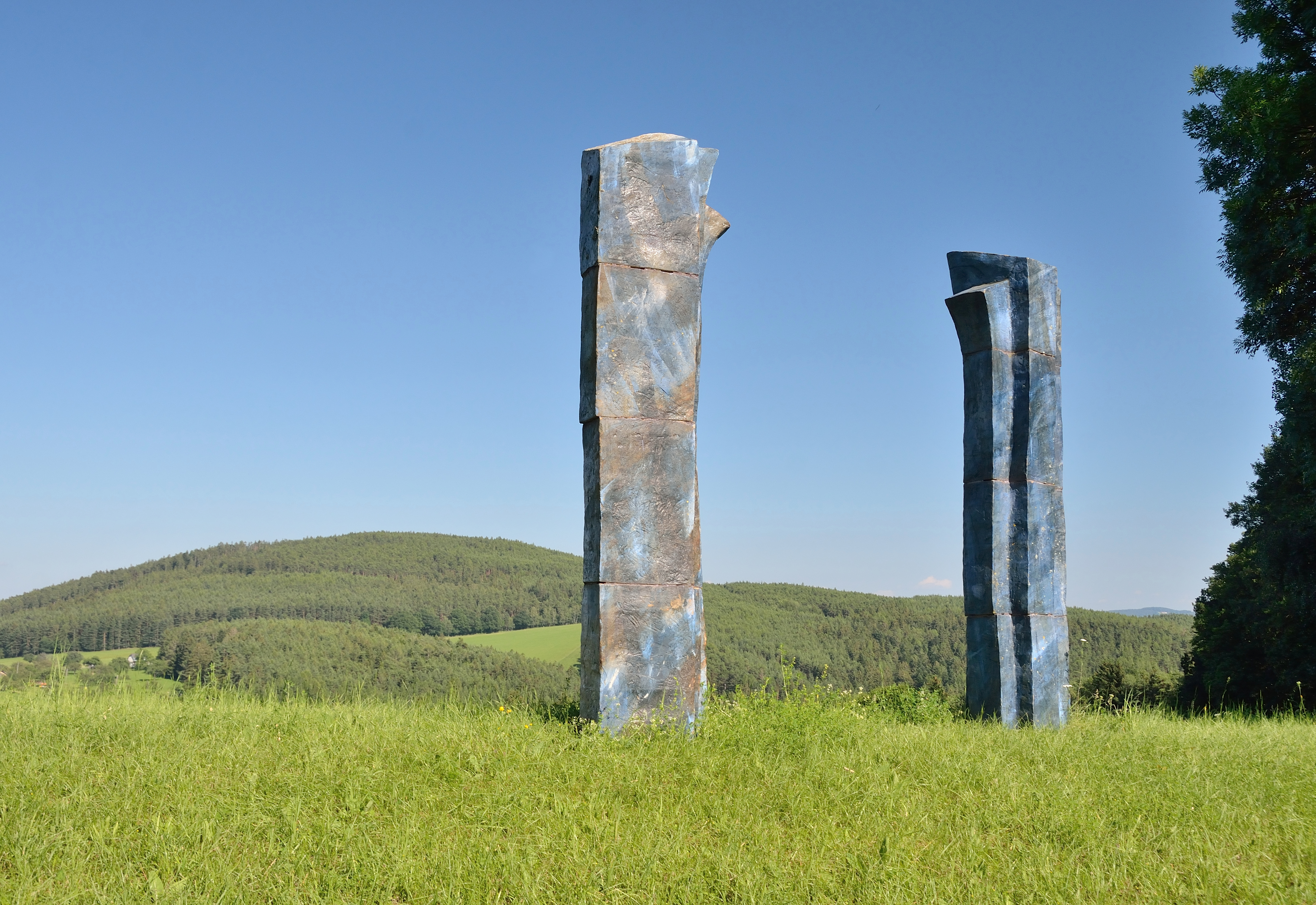
Gut Gasteil-i kiállítás

Prigglitz Alsó-Ausztria Industrieviertel régiójában fekszik a Schneeberg-hegység délkeleti lábainál, a Schwarza folyó völgyétől északra. Területének 65,6%-a erdő. Az önkormányzat 3 településrészt illetve falut egyesít: Gasteil (81 lakos 2019-ben), Prigglitz (261) és Stuppachgraben (85).
A környező önkormányzatok: északkeletre Bürg-Vöstenhof, keletre Ternitz, délkeletre Buchbach, délre Gloggnitz, nyugatra Payerbach.

## Története
A mai Prigglitz helyén a bronzkorban egy bányásztelepülés működött, amely egész Ausztriában a legnagyobbak között volt. 
A falut először 1264-ben említik írásban. Neve a hidacskát jelentő Brügglein szóból ered. Templomát a 13. század közepén alapították.  

## Lakosság
A prigglitzi önkormányzat területén 2019 januárjában 427 fő élt. A lakosságszám 1910-ben érte el a csúcspontját 674 fővel, azóta többé-kevésbé csökkenő tendenciát mutat. 2017-ben a helybeliek 94,5%-a volt osztrák állampolgár; a külföldiek közül 1,4% a régi (2004 előtti), 3,4% az új EU-tagállamokból érkezett. 2001-ben a lakosok 86%-a római katolikusnak, 3,7% evangélikusnak, 2,5% ortodoxnak, 1,8% mohamedánnak, 5,4% pedig felekezeten kívülinek vallotta magát. Ugyanekkor 2 magyar élt a községben; a német mellett (93%) a legnagyobb nemzetiségi csoportot a horvátok alkották 3,3%-kal. 

## Látnivalók
- a Szt. Miklós-plébániatemplom
- a 20-as években épült Gut Gasteil mai tulajdonosai szabadtéri kiállításokat szerveznek kortárs művészeknek.
- a St. Christof kastély

## Fordítás
- Ez a szócikk részben vagy egészben  a   Prigglitz című német Wikipédia-szócikk ezen változatának fordításán alapul.  Az eredeti cikk szerkesztőit annak laptörténete sorolja fel. Ez a jelzés csupán a megfogalmazás eredetét és a szerzői jogokat jelzi, nem szolgál a cikkben szereplő információk forrásmegjelöléseként.